# باربارا اروید
باربارا اُروید (لهستانی: Barbara Orwid؛ زادهٔ ۲۹ نوامبر ۱۹۰۹–۱ ژوئیه ۱۹۹۸) بازیگر اهل لهستان بود.
از فیلم‌هایی که وی در آن‌ها نقش داشته‌است، می‌توان به راپسودی بالتیک و اسکادران درخشان اشاره نمود.